# Javier Ortega Smith

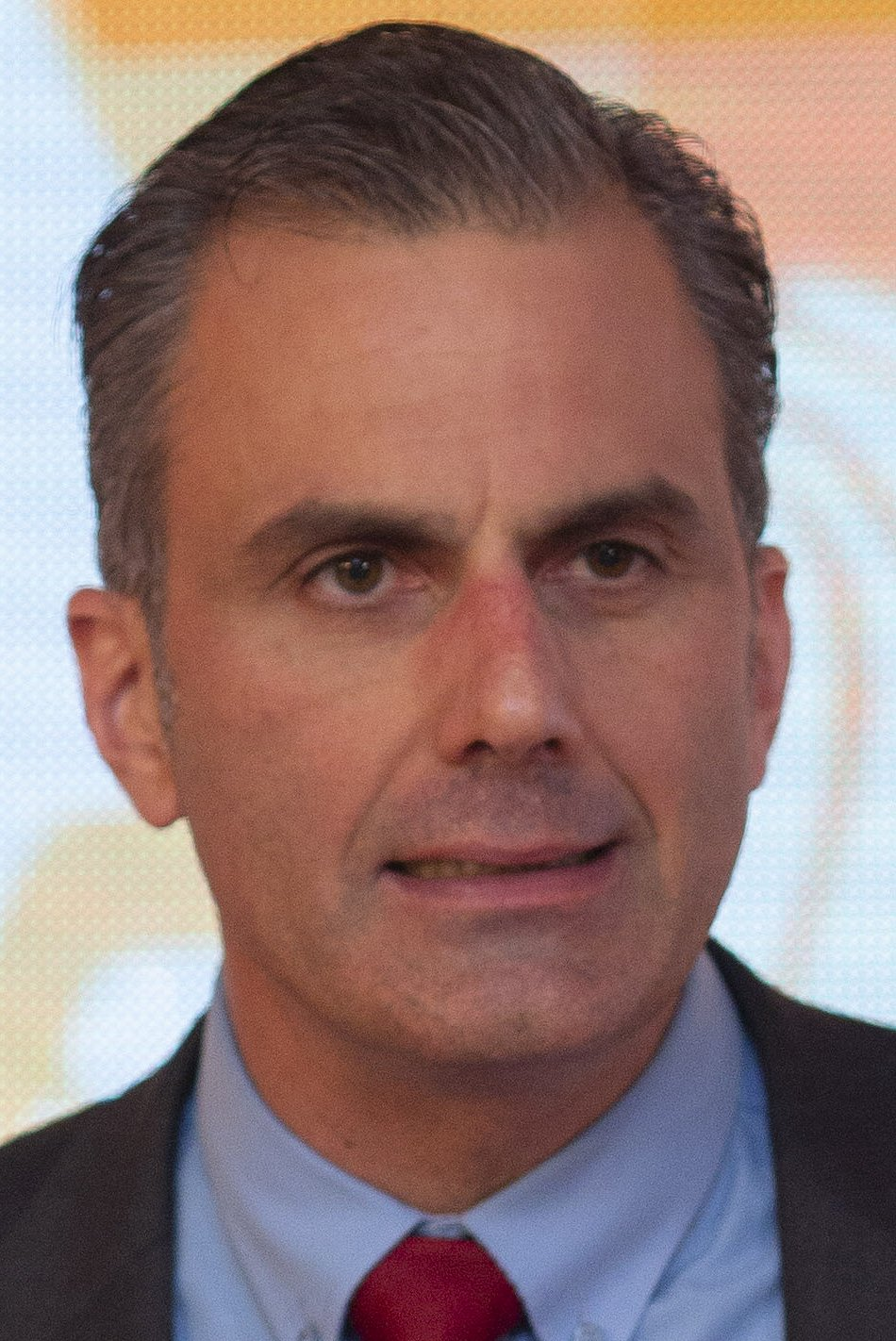
Javier Ortega Smith in 2018

Javier Ortega Smith (Madrid, 28 augustus 1968) is een Spaans politicus van de extreemrechtse partij Vox. Van 2014 tot in 2022 is hij vice-secretaris van deze partij, en sindsdien is hij vice-voorzitter. Daarnaast is hij afgevaardigde in het congres sinds 2019, tijdens Spaanse legislatuur XIV, en woordvoerder en gemeenteraadslid namens de partij in het gemeentebestuur van Madrid. 